# Camarophyllopsis kearneyi
Camarophyllopsis kearneyi är en svampart som beskrevs av A.M. Young 1999. Camarophyllopsis kearneyi ingår i släktet Camarophyllopsis och familjen Hygrophoraceae.   Inga underarter finns listade i Catalogue of Life.